# Контиола, Петри
Пе́три Ко́нтиола (фин. Petri Kontiola; род. 4 октября 1984, Сейняйоки, Вааса) — финский бывший профессиональный хоккеист, центральный нападающий. Воспитанник клуба «Таппара». Призёр Олимпийских игр и чемпионатов мира в составе сборной Финляндии. Завершил карьеру в 2024 году.

## Карьера
Петри Контиола начал свою профессиональную карьеру в 2003 году в составе родного клуба SM-liiga «Таппара», отыграв до этого несколько сезонов за фарм-клуб команды из Тампере. В следующем году на драфте НХЛ он был выбран в 7 раунде под общим 196 номером клубом «Чикаго Блэкхокс».

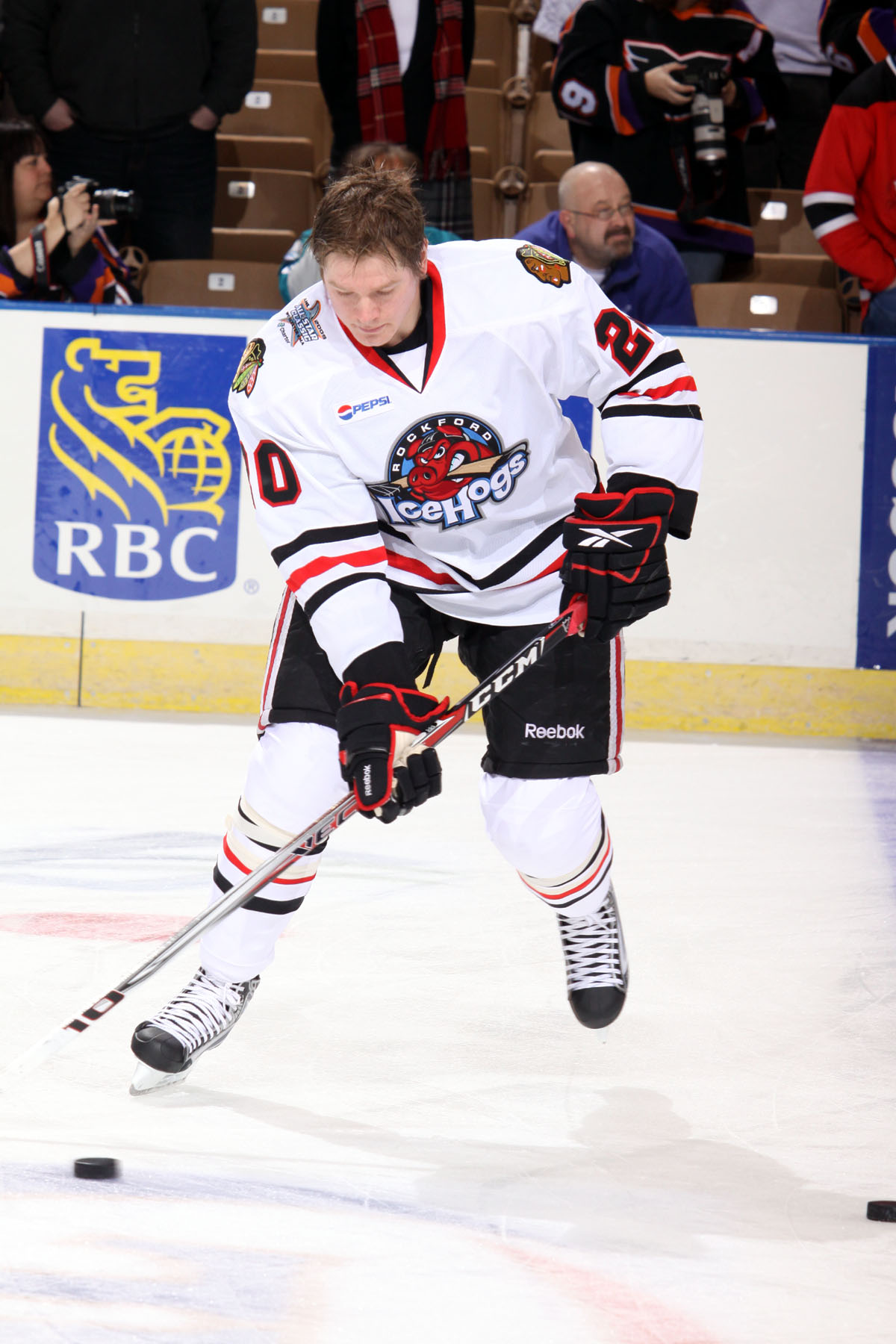
Контиола в составе «Рокфорд Айсхогс» в 2009 году

В 2007 году Петри отправился в Северную Америку, где стал выступать в АХЛ в составе клуба «Рокфорд Айсхогс». 25 ноября Контиола дебютировал в НХЛ в матче против «Ванкувер Кэнакс». 4 марта 2009 года Петри был обменян в «Анахайм Дакс». Однако, вернуться в НХЛ Контиоле так и не удалось, и остаток сезона он провёл в АХЛ в составе клуба «Айова Чопс».
26 мая Петри вернулся в Европу, подписав двухлетний контракт с магнитогорским «Металлургом». За два сезона в составе «Магнитки» Контиола сумел стать одним из лидеров клуба, набрав 82 (25+57) очка в 134 проведённых матчах. Тем не менее, 4 мая 2011 года Петри, будучи лучшим бомбардиром магнитогорцев сезона 2010/11, заключил двухлетнее соглашение с челябинским «Трактором».
Петри Контиола выкупил свой контракт за треть суммы заработной платы за сезон и досрочно расторг соглашение. Позже, он заявил, что в России его нагнетала политическая обстановка, военные действия России против Украины, по этому в КХЛ он не вернется. Данное заявление вызвало негодование среди болельщиков.
3 июля 2014 года подписал однолетний двусторонний контракт с «Торонто Мейпл Лифс» на 1,1 миллиона долларов. По итогам тренировочного лагеря НХЛ, был отправлен в фарм-клуб «листьев», «Торонто Марлис».
29 ноября 2014 года заключил контракт с ярославским «Локомотивом».
4 мая 2019 года подписал контракт на один сезон с финским «Йокеритом». 
Контиола завершил свою хоккейную карьеру став чемпионом Финляндии в составе родного клуба Таппара в апреле 2024 года. 

### Карьера в сборной
В составе сборной Финляндии Петри Контиола принимал участие в молодёжном чемпионате мира 2004, на котором он вместе с командой стал бронзовым призёром. На том турнире Контиола набрал 2 (1+1) очка в 7 матчах.
В составе основной сборной Петри дебютировал на чемпионате мира 2007 года, который проходил в России. Тот турнир стал успешным как для самой команды, которая заняла второе место, обыграв в полуфинале хозяев чемпионата, а в решающем матче уступив канадцам со счётом 2:4, так и для Контиолы, который стал одним из лучших бомбардиров своей сборной, набрав 7 (2+5) очков в 9 матчах.
3 года спустя Петри вернулся в основную сборную, приняв участие в мировом первенстве 2010 года, который проходил в Германии. В 7 матчах он набрал 3 (3+0) очка.
Также Контиола призывался под знамёна сборной для участия в матчах Еврохоккейтура, сыграв в этом турнире 36 игр, в которых он набрал 19 (6+13) очков.

## Достижения
- Серебряный призёр чемпионата мира 2007.
- Бронзовый призёр молодёжного чемпионата мира 2004.
- Лучший ассистент SM-liiga 2006.
- Участник матча «Всех звёзд» АХЛ 2009.
- Участник матча «Всех звёзд» КХЛ 2011.
- Лучший бомбардир чемпионата мира 2013[6], участник символической сборной этого чемпионата.
- Обладатель Кубка Континента КХЛ в сезоне 2011/12 в составе челябинского «Трактора».
- Бронзовый призёр чемпионата КХЛ в сезоне 2011/12 в составе челябинского «Трактора».
- Обладатель Кубка Восточной конференции сезона КХЛ 2012/13 в составе челябинского «Трактора».
- Серебряный призёр чемпионата КХЛ в сезоне 2012/13 в составе челябинского «Трактора».
- Бронзовый призёр XXII Олимпийских зимних игр в дисциплине хоккей с шайбой в составе сборной Финляндии.
- Серебряный призёр чемпионата мира-2014 в Минске.
- Бронзовый призёр чемпионата КХЛ в сезоне 2016/17 в составе ярославского «Локомотива».
- Двухкратный бронзовый призёр чемпионата Финляндии в составе «Ильвеса» (2021/22, 2022/23).
- Чемпион Финляндии в составе «Таппары» (2023/24).

## Статистика
| Легенда | Легенда                    | Легенда | Легенда                   | Легенда | Легенда    |
| ------- | -------------------------- | ------- | ------------------------- | ------- | ---------- |
| И       | Количество проведённых игр | Штр     | Штрафное время            | +/−     | Плюс-минус |
| Г       | Голы                       | П       | Голевые передачи          | О       | Очки       |
| -       | Статистика неизвестна      | —       | Статистика не учитывалась |         |            |

### Клубная карьера
- a В этом сезоне в «Плей-офф» учитывается статистика игрока в Кубке Надежды.